# إيرفينغ زولا
ايرفينغ زولا  (بالإنجليزية: Irving Zola)‏(1935-1994) كان ناشطا وكاتبا أمريكيا في علم الاجتماع الطبي وحقوق العاجزين.

## حياته الخاصة

### الميلاد والتعليم والزواج
كان ايرفينغ كينيث زولا، المولود في عام 1935، من مواليد نيوتن بولاية ماساتشوستش. جاء من عائلة يهودية من الطبقة العاملة. تخرج من مدرسة بوسطن اللاتنية.وذهب للدراسة في كلية هارفارد  عام 1956، وبعد اربع سنوات، حصل على شهادة الدكتوراه. في علم الاجتماع من قسم العلاقات الاجتماعية في جامعة هارفارد.
تزوج من ليونورا كاتز في عام 1957 ولكن زواجهم انتهى بالطلاق بعد 16 عاما.

### الصحة
في سن ال 16، اصيب ايرفنج زولا بشلل الأطفال، مما ادى إلى استخدامه العصا لمساعداته في المشي. كما تعرض لحادث سيارة في سن التاسعة عشر مما ادى إلى مضاعفات صحية اضافية وزيادة في الاعاقات. ادت اعاقاتة الشخصية إلى الاهتمام  بالدفاع عن المعاقين، وذكر انه «حتى نمتلك اعاقتنا كجزء مهم من هويتنا، ولكن ليس بالضرورة جميعا، فإن أي محاولة لخلق فخر ذي مغزى أو حركة اجتماعية أو ثقافه محكوم عليها بالفشل».

## الموت
كان سبب وفاة زولا نوبة قلبية. توفي اثناء نقله إلى المستشفى على متن سيارة اسعاف في 1 ديسيمبر 1994. وقد ترك خلفه  زوجته جودي نورسيجيان، وابنه وريث كيث زولا، وبناته اماندا بث موسولا، وكيرا زولا نورسيجيان.

## أعماله
كان أحد الاعضاء المؤسسين لجمعية دراسات الإعاقة، وأول محرر لمجلة  Disability Studies Quarterly.
وبعد وقت قصير من الحصول على  شهادة الدكتوراه، عمل لفترة وجيزة في مستشفى ماساشوستس العام كباحث اجتماعي  قبل التحاقه بقسم علم الاجتماع بجامعة برانديز في العام التالي 1963، حيث عمل استاذا حتى وفاته وخلال وجوده في جامعة برانديز، عمل مع ايفيريت سي. هيوز، وهو عالم اجتماع أمريكي، وكان له تأثير كبير على افكار زولا في مجال علم الاجتماع.
  خلال الثلاثين سنة التي قضاها في القسم، شغل زولا منصب رئيس مجلس الإدارة ثلاث مرات على مدى إحدى عشرة سنة ولمدة خمسة عشر عاما، تم تعيينه كمشترك في كلية الدراسات العليا في فلورنسا هيلر للدراسات المتقدمة والرعاية الاجتماعية في برانديز.
كان زولا واحد من المشاركين في تأسيس مركز المساعدة الذاتية في بوسطن، وهي منظمة تركز على الدفاع عن الاشخاص المصابين بالامراض والاعاقات وتقديم المشورة لهم. من عام 1982 إلى عام 1987، عمل أيضا في مجلس إدارة المركز كمدير تنفيذي.كما شغل منصب رئيس قسم علم الاجتماع الطبي في جمعية علم الاجتماع الأمريكية، وهو منصب استشاري لمنظمة الصحة العالمية، كما عمل عضوا في فريق الرئيس كلينتون الانتقالي، وزميل الامريكية لتطوير العلوم.

## كتبه
كتابه الأكثر شهرة، والذي صدر لأول مرة عام 1982، القطع المفقودة: سيرة الحياه مع الإعاقة.وقد اعيد اصداره في عام 2003.
يمكن العثور على مجموعة أعمال الدكتور ايرفينغ كينيث زولا، من مستودع لمعظم أعمال زولا، في مكتبة صامويل غريدلي هوي في جامعة  براندز في وولثام ، ماساتشوستش وكان زولا قد درس في برانديز منذ عام 1963. تضمنت كتاباته سيرة ذاتية بعنوان «قطع مفقودة: تاريخ الحياة مع الإعاقة»، نشر عام 1982.وقد قام بتحرير «الحياة العادية: اصوات الإعاقة والمرض»،  عام 1982 وهو مجلد اشيد به كمجموعة متنوعة من الحسابات الخيالية والشخصية.